# Nicholas Carew, 1. Baronet
Sir Nicholas Carew, 1. Baronet (* vor 26. Dezember 1686 oder 6. Februar 1687; † 18. März 1727) war ein britischer Adliger und Politiker, der viermal als Abgeordneter für das House of Commons gewählt wurde.

## Herkunft und Ausbildung
Nicholas Carew entstammte der Familie Carew aus Beddington, einer der angesehensten Familien der Gentry von Surrey. Er war der zweite, doch älteste überlebende Sohn von Sir Francis Carew und dessen Frau Anne Boteler, wobei er entweder am 26. Dezember 1686 getauft, nach anderen Angaben jedoch erst am 6. Februar 1687 geboren wurde. Sein Vater trat 1688 das Erbe von Nicholas Großvater Nicholas Carew an, starb jedoch selbst bereits 1689. Nicholas Carew studierte 1703 am St Catharine’s College in Cambridge.

## Leben
Während Carews Minderjährigkeit hatte sein Onkel Nicholas Carew bei den Unterhauswahlen zwischen 1695 und 1702 mehrfach erfolglos für verschiedene Wahlkreise von Surrey und sogar Cornwall kandidiert. Der jüngere Nicholas Carew wurde dagegen am 13. Dezember 1708 bei einer Nachwahl für das Borough Haslemere in Surrey unangefochten als Abgeordneter gewählt. Im House of Commons blieb er zunächst unauffällig, wobei er politisch jedoch klar den Whigs zugerechnet wurde. Obwohl er eine Woche vor der nächsten Unterhauswahl im Oktober 1710 den Wählern in Haslemere noch zusätzlich 100 Guineen zukommen ließ, erhielten bei der Abstimmung Sir John Clerke und Theophilus Oglethorpe die meisten Stimmen. Da Oglethorpe 35 Stimmen erhalten hatte, Carew dagegen nur 32, beantragte Carew eine Überprüfung der Wahl. Dabei wurde festgestellt, dass fast die Hälfte der Stimmen, die Carew erhalten hatte, ungültig waren. Am 5. Dezember 1710 versuchte Carew die Wahl noch beim Wahlausschuss des Parlaments anzufechten, doch sein Antrag wurde nie behandelt. Daraufhin kandidierte Carew bei der nächsten Wahl im August 1713 nicht erneut. Bei einer Nachwahl wurde er dagegen am 17. März 1714 erneut für Haslemere gewählt, nachdem Thomas Onslow nicht die Wahl für Haslemere, sondern für Bletchingley angenommen hatte. Als Whig war Carew am 1. August 1714 im St James’s Palace anwesend, als Kurfürst Georg von Hannover zum neuen König von Großbritannien proklamiert wurde. Der neue König dankte ihm, indem er Carew am 11. Januar 1715 den erblichen Adelstitel Baronet, of Beddington in the County of Surrey, verlieh. Bei der Unterhauswahl im Februar 1715 wurde Carew als Abgeordneter für Haslemere wiedergewählt. Im House of Commons gehörte er nun zu den Unterstützern der Regierung. Da bei der nächsten Unterhauswahl 1722 die Familie Onslow keinen Kandidaten für Surrey stellen konnte, wurde Carew als Knight of the Shire gewählt. 
Während seiner Minderjährigkeit war der Familiensitz Beddington Place vernachlässigt worden. Zwischen 1707 und 1720 ließ Carew das Herrenhaus renovieren und teilweise neu errichten, dazu ließ er den umgebenden Park umgestalten.

## Familie und Nachkommen
Am 2. Februar 1709 hatte Carew Elizabeth Hackett († 1740), eine Tochter von Nicholas Hackett aus North Crawley in Buckinghamshire geheiratet. Sie brachte eine Mitgift von £ 2000 mit in die Ehe. Mit ihr hatte er zwei Söhne und zwei Töchter, darunter sein Erbe Sir Nicholas Hackett Carew, 2. Baronet, bei dessen Tod 1762 der Adelstitel erlosch.